# Brompton Regis
Brompton Regis är en ort och civil parish i Storbritannien.   Den ligger i grevskapet Somerset och riksdelen England, i den södra delen av landet, 240 km väster om huvudstaden London. Brompton Regis ligger vid sjön Wimbleball Lake.